# ヴィクトル・チェルノムイルジン
ヴィクトル・ステパノヴィチ・チェルノムイルジン（ロシア語: Ви́ктор Степа́нович Черномы́рдин, ラテン文字転写: Viktor Stepanovich Chernomyrdin、1938年4月9日 - 2010年11月3日）は、ソビエト連邦及びロシアの政治家。ボリス・エリツィン政権にて初代ロシア連邦首相、1998年に設立したガスプロムの初代社長を務めた。

## 概要
チェルノムイルジンはロシア連邦閣僚会議議長（1992年～1993年）、ロシア連邦政府議長（1993年～1998年）、ロシア連邦大統領代行（1996年11月5日～6日）、ロシア連邦駐ウクライナ大使（2001年～2009年）。 2009年6月11日から亡くなるまでロシア連邦大統領顧問、「ロシア連邦大統領のCIS加盟国との経済協力に関する」特別代表を務め、我が家ロシアの創設者兼党首である。
チェルノムイルジンの政治経歴の中で最もロシア国民の印象に残ったのは、1995年に発生したチェチェン独立派によるブジョンノフスク病院占拠事件の際の彼の対応だと言われており、この事件後彼は、ロシアで最も人気のある政治家の一人となった。また、チェルノムイルディンはの発言は、やや口下手であるけれど格言的な雰囲気を醸し出しておりいるため、彼の発言は「チェルノムイルイルジ語録」と呼ばれている。

## 経歴
1938年4月9日にソビエト連邦のロシア・ソビエト連邦社会主義共和国のオレンブルク州に誕生する。父親は労働者で、ヴィクトルの他に4人の兄弟がいた。1957年に学校を卒業し、オルスクの石油精製工場で機械工として働く。同年から1960年まで兵役でソ連陸軍に入隊し、予備役大佐の階級で除隊した。除隊後は再び工場に戻り、1962年までそこで働いた。その後、クイビシェフ工科大学（後にサマラ工科大学に改名）に入学し、1966年まで在籍した。同校での入学試験の成績は非常に悪く、数学は不合格で再試験を受けたが、C判定だった。彼が入学できたのは、同校の倍率が非常に低かったからである。1972年に全連邦通信制工業大学経済学部を卒業した。

### ソ連時代
1961年にソビエト連邦共産党に入党。翌年から1973年まで、オルスク市党委員会の産業部長を務める。チェルノムイルジンは一貫して天然ガスなどのエネルギー関係を渡り、1973年にはオレンブルク・ガス精製工場支配人となるが、1978年に共産党中央委員会重工業部に配属された。
1982年、ソビエト連邦石油ガス工業省次官に任命される。1983年、チュメニ州の全連邦工業合同「グラヴチュメンガスプロム」(ガスプロムの前身)支配人を兼務する。なおチェルノムイルディンはこのとき、スヴェルドロフスク州共産党委員会第一書記だったボリス・エリツィンと知り合った。1984年から89年まではソ連最高会議議員に、1985年から90年まではロシア・ソビエト連邦社会主義共和国最高会議議員に、1986年から90年まではソ連共産党中央委員会中央委員に選出されている。1985年、ニコライ・ルイシコフ首相のもとでソビエト連邦ガス工業大臣に就任する。グリゴリー・ヤブリンスキーが中心になって立案した「500日計画」には反対した。1989年、ガス工業省内に国営コンツェルンガスプロムを創設する。ガスプロムは天然ガス企業として世界最大規模を誇り、チェルノムイルジンは同年8月に社長に選出された。同社は依然として国家によって管理されていたが、現在は100％国家が所有する株式を通じて管理されている。
1990年3月、ロシア共和国人民代議員選挙に立候補するが、ドミトリー・ヴォルコゴーノフ将軍に敗れる。1991年、ソ連8月クーデターが失敗に終わり、ソビエト連邦崩壊が決定的になるとチェルノムイルジンは共産党を離党する。ソ連が崩壊すると、ガス部門における旧ソ連の資産は、ウクライナのウクルガズプロムやトルクメニスタンのトルクメンガズプロムといった、新たに設立された国営企業に移管された。ロシアのガスプロムはロシア国内にある資産を維持し、ガス部門における独占を確保することができた。

### ソ連崩壊後
1992年5月、ロシア連邦政府の燃料エネルギー担当の副首相に任命される。ボリス・エリツィン大統領はエゴール・ガイダルとアナトリー・チュバイスを起用して急進的な市場経済導入を推進したが、そのためのショック療法により、ロシア経済はハイパーインフレーションに見舞われ、エリツィン政権に対する国民で特に低所得者層・年金生活者など社会的弱者の支持は急降下していった。エリツィンは新たなる支持基盤として民営化によって生まれた新興財閥に注目し、その代表とも言うべきガスプロムの代表であり、急進的な経済改革では無く穏健な経済改革を主張していたチェルノムイルジンを登用することになる。1992年12月14日に第7回人民議員大会において、エリツィンはガイダルの立候補が代議員の多数によって否決されたことを受け、1991年9月のイワン・シラーエフの辞任以来、空席となっていた閣僚評議会議長（首相）のポストに、代議員派閥から18人の候補者が提案され、うち上位5人の中から選ばれることになった。人民代議員大会はチェルノムイルジンの立候補を承認し、同日エリツィンはチェルノムイルジンを閣僚評議会議長に任命する法令に署名し、ロシア連邦初の議会選出による首相となる。チェルノムイルジンの首相任命により、ガスプロムの政治的影響力は著しく増していくことになる。また首相就任に伴い、1992年12月14日から1998年5月26日まで、ロシア連邦安全保障会議常任議員を務める。

### 首相時代
初代ロシア連邦首相となったチェルノムイルジンはエリツィンに対して忠誠を誓い、アレクサンドル・ルツコイ副大統領と最高会議議長のルスラン・ハズブラートフがエリツィンに対して離反した際には、1993年9月のロシア議会（人民代議員大会と最高会議）解散に関する大統領令を支持し、最高会議ビルに立てこもったルツコイとハズブラートフらを武力で鎮圧した。
首相としてのチェルノムイルジンは、前任者のガイダルには批判的だったが、彼はガイダルの政策をほぼ引き継いだ。
アメリカのアル・ゴア副大統領とともに、ゴア・チェルノムイルジン委員会の共同議長を務めた。この委員会は隔年で開かれ、米ロ協力について話し合ったが、具体的な成果はほとんど得られなかった。1993年9月、チェルノムイルジンとゴアは、両国が新しい宇宙ステーションを建設する計画を発表し、それが最終的に国際宇宙ステーション設立に繋がったとなった。また、彼らは新しい宇宙ステーションの打ち上げに先立ち、アメリカがロシアとの共同のシャトル・ミール計画を進めることに合意した。

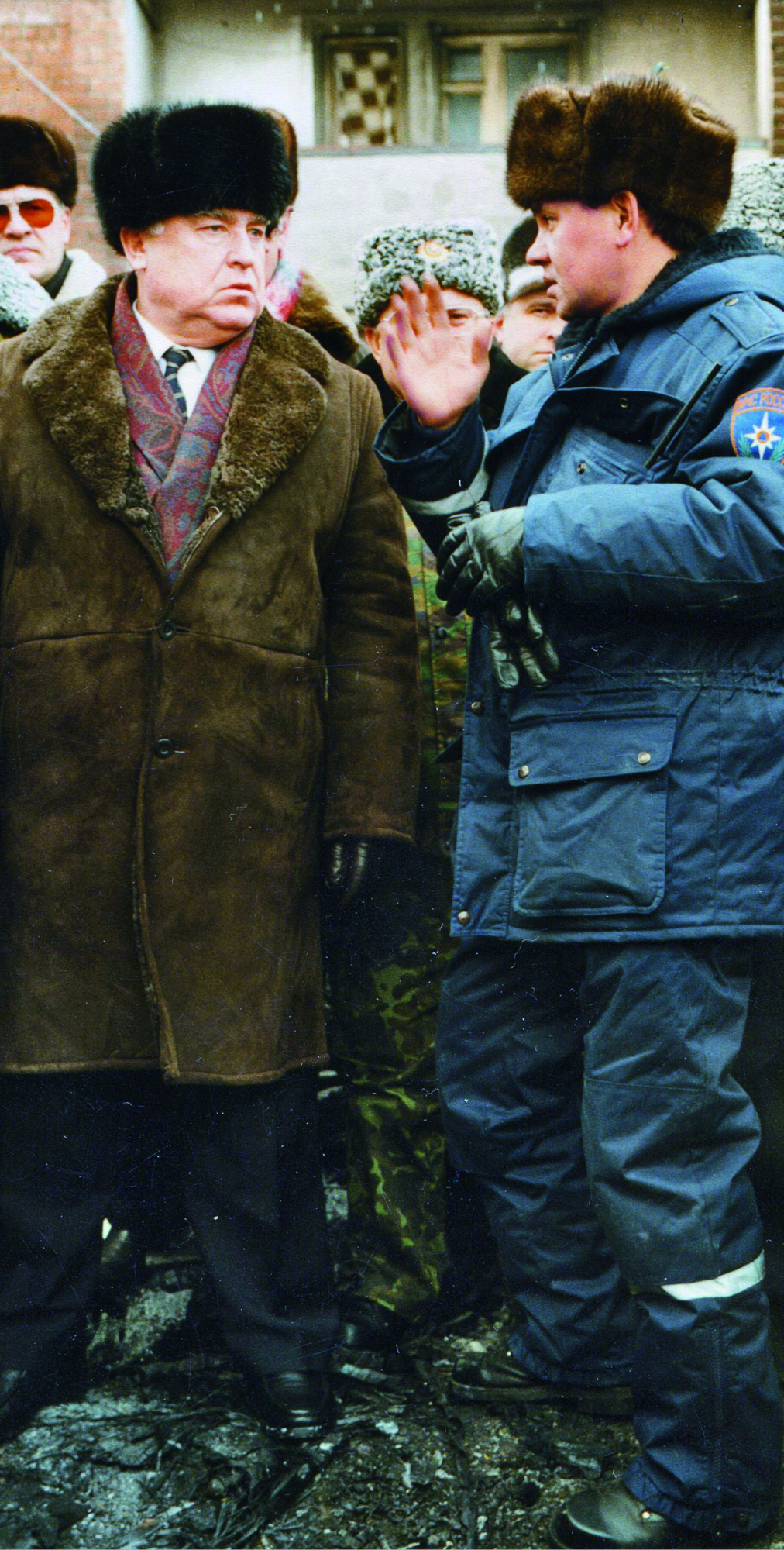
イルクーツクで発生したアン-124の墜落現場の視察を行なう
チェルノムイルジンと非常事態大臣のセルゲイ・ショイグ

1995年5月には、大統領与党として設立された選挙ブロック「我が家ロシア」を創設し、評議会議長に就任した。自身も同年12月の下院国家会議選挙で、「我が家ロシア」で比例区から当選したが、「我が家ロシア」そのものは得票率において、ロシア自由民主党・ロシア連邦共産党に次ぐ第3党に留まった（議席数65）。しかし1996年ロシア連邦大統領選挙でのエリツィン大統領の再選には多大な貢献を行い、8月10日に首相に再任される。
1995年6月18日、シャミル・バサエフ率いるテロリストがブデンノフスクで1500人以上を人質を取った。チェルノムイルジンはバサエフと交渉をおこない、人質と引き換えに、ロシア政府はチェチェンでの軍事行動を停止し、一連の交渉を開始することに同意した。1996年4月1日に大統領令により「チェチェン紛争解決国家委員会」が設置され、さらにチェルノムイルジンは同委員会議長に任命され、第一次チェチェン紛争の収拾に尽力した。さらに1996年11月5日から11月6日にかけてエリツィンが心臓手術を受けている間に臨時大統領を23時間務めた。「コムソモリスカヤ・プラウダ」紙のインタビューでチェルノムイルジンは、一部の政治家が自分に対し、エリツィンが手術中に権力を掌握するよう説得してきたことを明らかにした。しかし当時のチェルノムイルジンは断固として拒否し、そのような考えは全く頭になかったと主張した。なおこのインタビューの内容は、チェルノムイルディンの死後の2010年11月8日に掲載された。
こうして5年余りにも及ぶ首相在任によって、チェルノムイルジンはエリツィンに次ぐ政治権力者となったかに見えたが、1998年3月23日に突然の大統領令によって首相職を解任された。この大統領令は2000年ロシア連邦大統領選挙へチェルノムイルジンが立候補するため、その準備のために首相職を解任すると説明されたが、実際は健康を悪化させていたエリツィンに代わってチェルノムイルジンが政権内で巨大な存在になったことを嫌ったエリツィンとその周辺による体の良い厄介払いであったと言われている。エリツィン大統領は当初はチェルノムイルジンの後任の首相を任命せず、自らが首相代行を兼任して権力を掌握しようとしたが、憲法裁判所がこの措置を違法と裁定したことによってそれを断念し、若手政治家のセルゲイ・キリエンコを首相代行から首相に任命して、チェルノムイルジンに後継内閣を組閣させた。

### その後
しかし1998年8月17日にセルゲイ・キリエンコ内閣はルーブルの切り下げと90日間の対外債務の支払い停止（デフォルト）を発表し、これがロシア財政危機のきっかけとなった。この危機にあってキリエンコは事態を収拾することができず、8月23日にボリス・エリツィン大統領は突如キリエンコ内閣の全閣僚を罷免した。
8月24日にエリツィンは再びチェルノムイルジンを起用し、彼を首相代行に任命した。エリツィンは若手改革派ではあるが政治的力量に欠けていたキリエンコを切り捨て、チェルノムイルジンを再登板させようと目論んだわけである。しかし野党勢力はこうしたエリツィンの行動が支離滅裂であるとますます批判を強めた。8月31日に下院はチェルノムイルジンのロシア連邦首相承認を賛成94・反対251で否決した。エリツィンは再度下院にチェルノムイルジンの承認を求めたが、9月7日の第2回投票でも賛成137・反対273で否決された。チェルノムイルジン自身は第3回投票に持ち込むことを辞さない覚悟であったが、エリツィンは2度の否決でチェルノムイルジンの承認を諦めてチェルノムイルジンは首相再登板の目を絶たれてしまった。新首相には議会の受けも良かったエフゲニー・プリマコフ外相代行が就任した。チェルノムイルディンの首相在任期間は首相代行時代も含めてドミートリー・メドヴェージェフ（2012～2020年）、ウラジーミル・プーチン（1999～2000年、2008～2012年）に次いで、ソ連崩壊後のロシア史上3位にランクされる。
チェルノムイルジンはその後の1999年にユーゴスラビア紛争調停のため、大統領特使としてユーゴに派遣される。10月7日には解任されたが、バルカン半島での平和維持活動と外交政策活動が評価され、ノーベル平和賞候補となる。2003年にチェルノミルディンの著書『挑戦』が出版され、バルカン半島危機に関する彼の視点が紹介されている。同年12月の下院国家会議選挙では「我が家ロシア」は5パーセント条項を突破せず比例区で議席を獲得できなかったが、チェルノムイルジン自身は小選挙区から立候補して当選した（「我が家ロシア」はその後、政権与党の「統一ロシア」に合流した）。
チェルノムイルジンの家系は世襲のコサックであり、彼もオレンブルク・コサックの大佐の階級をもっていた。2001年8月、チェルノムイルジンはザポロージェ・コサックに参加し、11月22日に同部隊の最高責任者であるドミトリー・サガイダクは、「カザーク（コサック）の復興とロシアとウクライナのカザーク間の協力強化」の功績により、チェルノムイルジンに「カザークの栄光」金十字架賞とザポロージェ・コサック将軍の襟章を授与した。
その後、新たに大統領となったウラジーミル・プーチンにより、2001年5月に駐ウクライナ大使に任命されたが、これは当時からロシア政治の中枢からチェルノムイルジンを遠ざけようとする動きと分析されていた。ウクライナ大使としてチェルノムイルジンは、過去にソ連が行ったホロドモール飢饉に対する謝罪の話を拒否し続けた。2009年2月、チェルノムイルジンはインタビューで、「ウクライナの指導者と何事も合意することは不可能だ」と述べた。ウクライナ外務省はこの発言に対しチェルノムイルジンを「ペルソナ・ノン・グラータ」と宣言する可能性があると述べた。2009年6月11日にプーチンの後任となったドミートリー・メドヴェージェフによってウクライナ大使を解任され、大統領顧問兼CIS諸国経済協力特別大統領代表に任命された。

### 死去

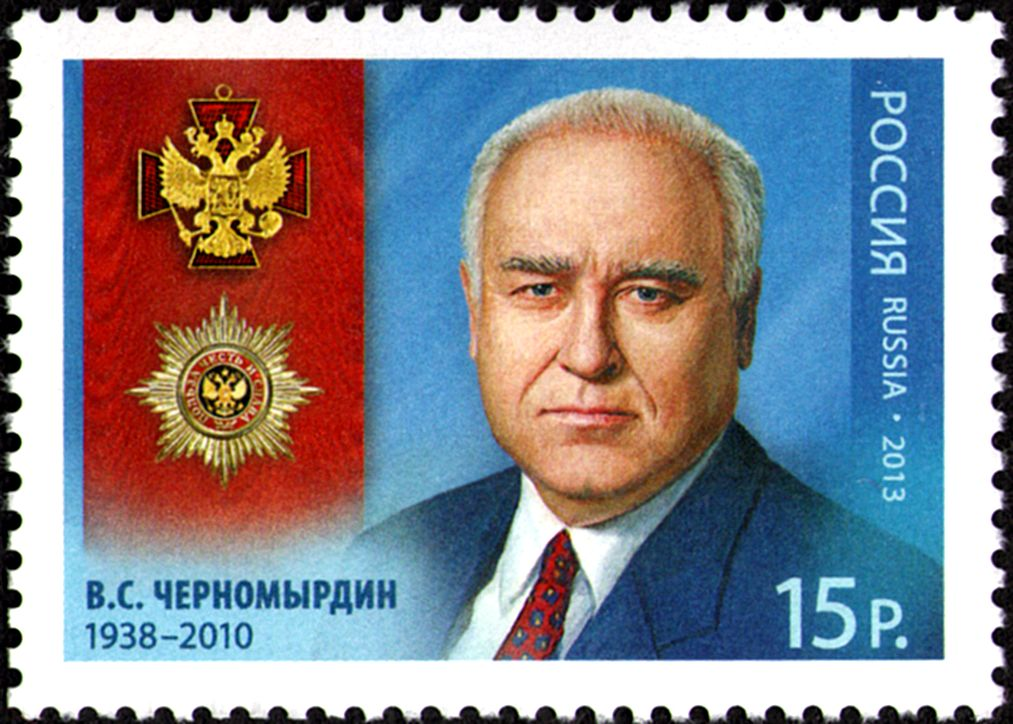
2013年にロシア郵政公社が発行した
チェルノムイルジンを描いた切手

歌手のレフ・レシチェンコなど、チェルノムイルジンに親しい間柄に人物たちによれば、彼は妻ヴァレンティナが亡くなったことで、深い悲しみに包まれていたという。
2010年11月3日にモスクワ市内の病院で死去。72歳であった。重度のがんと急性腎不全を背景に発症した心筋梗塞により、ロシア連邦大統領府中央臨床病院で死去した。ノヴォデヴィチ墓地に妻の隣に埋葬された。11月3日、メドヴェージェフ大統領は、チェルノムイルジンの葬儀をロシア連邦のテレビ局で生中継する命令に署名した（近年、同じ権利が認められたのはエリツィン元大統領とアレクシイ2世総主教の葬儀のみ）。 ロシア大統領府のセルゲイ・ナルイシキン長官が葬儀を監督した。
チェルノムイルジンの死については、2010年11月3日にメドヴェージェフ大統領、プーチン首相、その他の国家要人、ウクライナのヴィクトル・ヤヌコーヴィチ大統領から哀悼の意が表明された。

## ガスプロムとロシア経済
在任中の政策により、新興財閥（オリガルヒ）を巨大化させた。また、自身の母体であるガスプロムなどのガス石油企業に対する保護はロシアの国家財政における税収不足を引き起こす事態になり、短期国債の乱発とともにロシア財政危機の一因となった。